# Памятник Стамену Панчеву
Памятник Стамену Панчеву (болг. Паметникът на Стамен Панчев) — одна из достопримечательностей болгарского города Ботевград, располагающаяся на Площади Освобождения. Памятник посвящён орханийскому поэту, посмертно поручику болгарских войск Стамену Панчеву.

## Открытие памятника
Инициатива создания памятника принадлежала офицерскому общество «Сурсувул». Поэт Стамен Панчев был младшим офицером запаса и погиб на фронте во время Первой Балканской войны: несмотря на своё ранение, он вернулся на фронт после взятия Адрианополя. Орханийцы скорбели по своему земляку, который прославился и как поэт. В 1938 году, к 25-летию со дня его гибели был образован фонд по сбору средств на строительство памятника поэту. 24 мая 1938 года был торжественно заложен первый камень в основание будущего памятника в присутствии множества граждан: делегацию возглавлял капитан Крыстев, сослуживцев поэта. 22 октября 1939 года памятник был торжественно открыт в присутствии жены поэта Райны и сына Павла, которому Стамен посвятил стихотворение «Сине мой» (болг. Сын мой).
В архитектурном отношении памятник был составлен из сваренных гранитных блоков. Барельеф выплавлен из бронзы, автор — скульптор Янко Павлов. На оборотной стороне гранитного пьедестала изображены строки из стихотворений Панчева. Вокруг памятника находились зона зелёных насаждений с невысокими декоративными кустами и металлическое ограждение, а позже был построен фонтан. Памятник находился на центральной Площади Освобождения, где проводились торжества и чествования.

## Перенос и восстановление
В 1950-х годах на площади появился автобусный вокзал Ботевграда, а через город стала проходить главная дорога из Софии в Русе и Варну. Вследствие этого потребовалось демонтировать памятник. В течение нескольких последующих лет гранитные блоки и барельеф хранились в строящемся здании начальной школы имени Николы Вапцарова. Семья поэта потребовала от Министерства культуры Болгарии немедленно решить этот вопрос. Председатель Городского народного совета Ботевграда Саво Дончев получил телеграмму от премьер-министра Вылко Червенкова с требованием немедленно и как можно быстрее восстановить памятник. В январе 1954 года при сильных морозах рабочие сумели соединить гранитные блоки с помощью вскипячённого цемента, и собрали памятник во дворе школы имени Вапцарова.
Памятник был перенесён на улицу Стамена Панчева, где простоял 43 года. Только таким образом удалось разрешить путаницу и возникшие вопросы. В 1996 году общество «Орханиец» направило письмо кмету Ботевграда Георгию Пееву и общинному совету с просьбой вернуть памятник на Площадь Освобождения. Пеев согласился, получив разрешение от Министерство культуры, и 31 октября 1996 года, в канун Дня народных просветителей памятник был торжественно открыт. На открытии присутствовала внучка поэта Райна Панчева и правнук Стамен, а также многочисленные члены семьи Панчевых, ученики и обычные граждане.

## Галерея

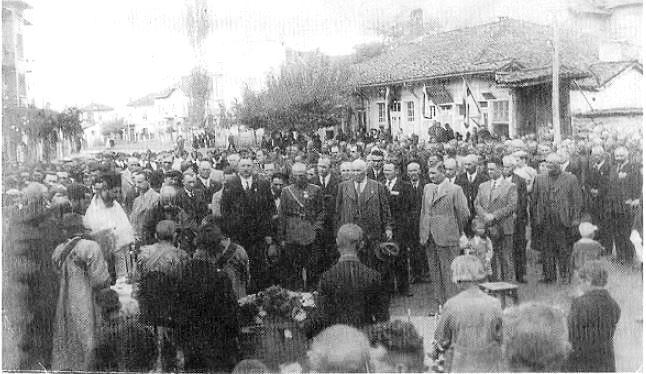
Торжественная церемония закладывания первого камня в основание памятника, 24 мая 1938 года
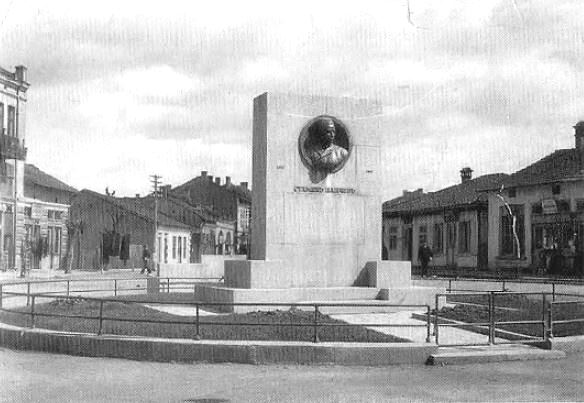
Открытие памятника 22 октября 1939 года в день 60-летия со дня рождения Панчева
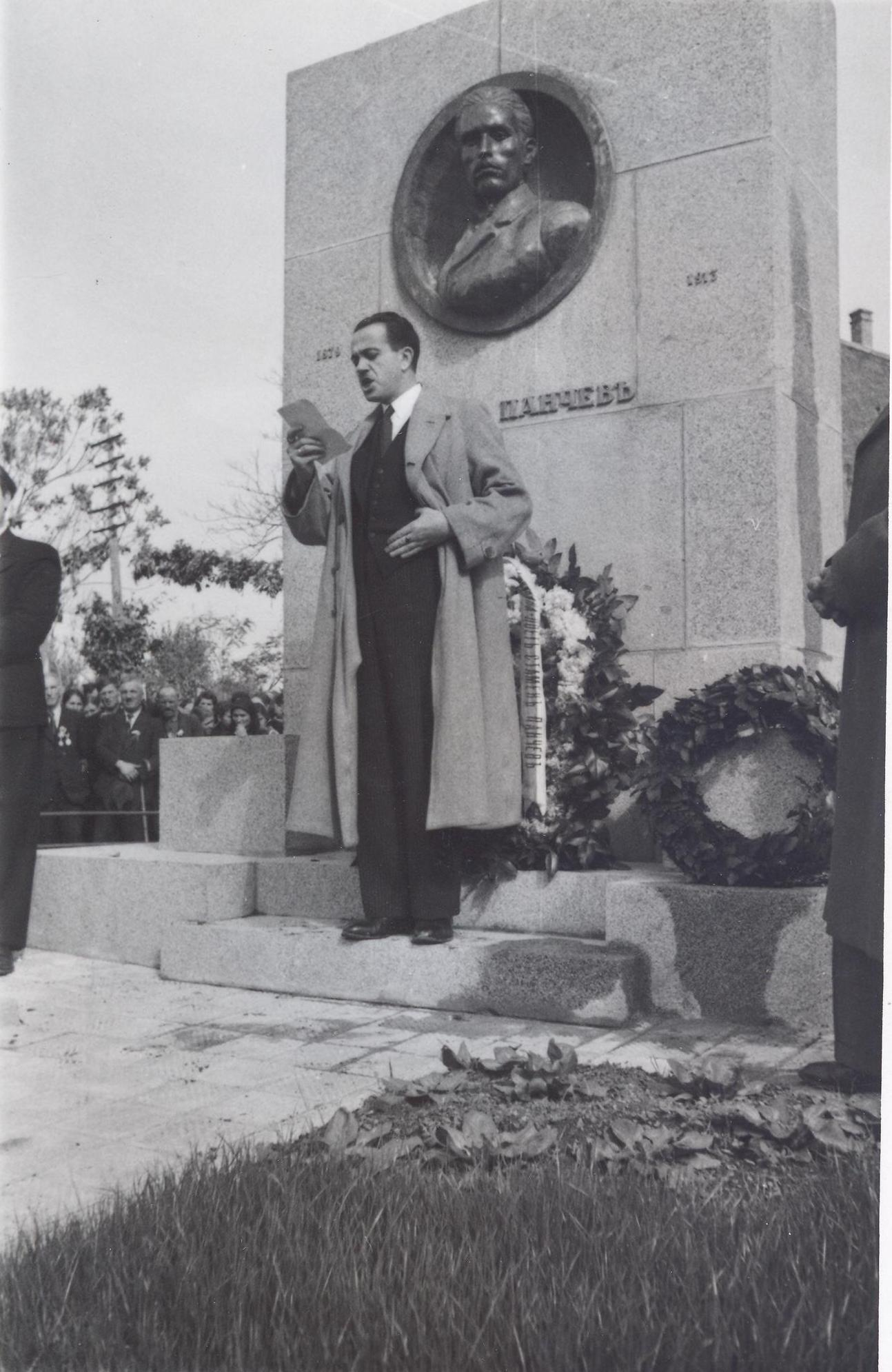
Писатель Змей Горянин на открытии памятника